# Templo de Phoenix
El Templo de Phoenix, Arizona, es uno de los templos construidos y operados por la Iglesia de Jesucristo de los Santos de los Últimos Días, el número 144 construido por la iglesia y el cuarto templo SUD construido en el estado estadounidense de Arizona. El templo está ubicado en la ciudad de Phoenix. Antes de la construcción del templo en Phoenix, los fieles de la región viajaban hasta el templo de Mesa para participar de sus rituales religiosos.

## Construcción
El templo de Phoenix, Arizona, fue aprobado en vista del incremento de fieles SUD en la zona y dar así alivio a los requerimientos impuestos al Templo de Mesa.
Los planes para la construcción del templo en Phoenix fueron anunciados el 24 de mayo de 2008, un mes después del anuncio del templo de Gilbert y del Templo del valle del Gila, también en Arizona.
El diseño original del templo, el cual es parecido en diseño al Templo de Draper (Utah), superaba las restricciones de altura impuestas por los códigos de la ciudad de Phoenix. Por ello, el consejo legislativo de Phoenix debió otorgar aprobación para la construcción planificada de 40 pies (12,2 m) de altura para el templo. En vista que los códigos de la ciudad no limitan la altura de pináculos, el templo no requería de permisos adicionales para extender su pináculo a 127 pies (38,7 m). El color exterior del templo también tuvo que ser cambiado del blanco tradicional a un color piedra más natural en un esfuerzo por acatar las preocupaciones de residentes de la región.
El ayuntamiento votó el 2 de diciembre de 2009 para aprobar las exenciones de zonificación solicitadas. Residentes locales que se oponían a la construcción montaron una campaña exitosa para pedir un referéndum de los votantes y revocar la decisión del consejo, entregando sus firmas el 31 de diciembre de ese año. Después de una serie de charlas con la oposición, los representantes de la Iglesia SUD anunciaron el 26 de enero de 2010 que el templo sería rediseñado para adherirse a las restricciones de zonificación de 30 pies (9,1 m) de altura impuestas por los códigos de la ciudad eliminando la necesidad de solicitar excepciones para construir un templo mayor a esa altura. Los representantes de la Iglesia indicaron que el proceso de redefinición requeriría entre ocho meses y un año. La altura del pináculo, construyendo color y encendiendo no es regulado por calificar las leyes y en aquel entonces no quedó claro si la altura quedaría modificada con la redefinición, o si ciertos aspectos del diseño anterior quedarían incorporados al nuevo diseño.
El 17 de agosto de 2010, la redefinición fue entregada a la ciudad de Phoenix para su aprobación preliminar. Una reunión para los vecinos del templo estuvo aguantado que día mismo. El rediseñase el edificio la estructura tiene 30 pies alto con una aguja de 90 pies. Esto conoció el 30-los pies que califican límite encima construyendo alturas, y la altura total es 9 pies más bajo que el diseño anteriormente propuesto.
Ronald A. Rasband, entonces miembro de la Presidencia de los Setenta, presidió un pequeño en la ceremonia de la primera palada el 4 de junio de 2011.

## Dedicación
El templo SUD de Phoenix fue dedicado para sus actividades eclesiásticas en cuatro sesiones, el 16 de noviembre de 2015, por Thomas S. Monson, el entonces presidente de la iglesia SUD.
Con anterioridad a la dedicación, la iglesia permitió un recorrido público del interior y las instalaciones del templo entre el 1 y el 10 de noviembre de ese mismo año, al que asistieron unos 40 mil visitantes.